# Manticore (película)
Manticore es una película del cine de terror con elementos del cine de acción y del cine bélico emitida por el canal Sci Fi el 26 de noviembre del año 2005. Fue dirigida por Tripp Reed y protagonizada por Robert Beltran, Heather Donahue y Chase Masterson. Fue rodada en gran parte en varias localizaciones de Bulgaria. La historia trata sobre un grupo de soldados del ejército de los Estados Unidos durante la guerra de Irak que se enfrentan a una feroz mantícora despertada de su sueño por un líder iraquí de la insurgencia, que pretende utilizar a la criatura para hacerse con el poder.

## Sinopsis
Dos ladrones iraquíes saquean un museo para llevarse un antiguo amuleto babilonio, siguiendo órdenes de un líder insurgente iraquí, que pretende despertar de su sueño a unas criaturas de piedra llamadas "Los Gemelos Sagrados" para expulsar de su país a las fuerzas extranjeras de ocupación a cualquier precio. Sin embargo, el ritual para despertarlas falla, una de las criaturas es destruida y la otra queda libre y descontrolada, sembrando la destrucción a su paso. Se trata de una mantícora, una criatura de la antigua mitología mesopotámica, con cuerpo de león, alas de dragón y cola de escorpión.
Los soldados estadounidenses de la 10th Mountain Division estacionados en Irak son enviados a buscar a una pareja de periodistas desaparecidos. Los soldados llegan a una pequeña ciudad iraquí donde encuentran a un monstruo devorador de hombres que ha matado a casi todos los residentes.

## Reparto
- Robert Beltran como el sargento Tony Baxter.
- Heather Donahue como Kinks.
- Chase Masterson como Ashley Pierce.
- Faran Tahir como Umari.
- Michail Elenov as Fathi.
- Edmund Druilhet como Sergeant Cohen.
- Jonas Talkington como Mouth.
- Jeff Fahey como Mayor Spence Kramer.
- Richard Gnolfo como John Busey.
- Jeff M. Lewis como Ortiz.